# Hexaglandula paucihamatus
Hexaglandula paucihamatus är en hakmaskart som först beskrevs av Heinze 1936.  Hexaglandula paucihamatus ingår i släktet Hexaglandula och familjen Polymorphidae. Inga underarter finns listade i Catalogue of Life.